# Regeringsformatie in België
De regeringsformatie van een federale regering in België verloopt zoals volgt.

## Traditionele regeringsformatie
Enkel na een vrijwillig regeringsontslag of na parlementsverkiezingen vindt het proces van traditionele regeringsvorming plaats. In dit geval biedt de eerste minister het ontslag van de federale regering aan de koning aan. Deze laatste kan het ontslag weigeren, in beraad houden of aanvaarden. Indien hij het ontslag in beraad houdt, betekent dit dat de federale regering blijft beschikken over haar volledige bevoegdheid en niet verandert in een regering van lopende zaken. Bij aanvaarding van het ontslag door de koning, wordt de ontslagnemende federale regering enkel belast met lopende zaken totdat de koning zelf een nieuwe regering benoemt. De regeringsvorming verloopt in diverse stadia die hieronder worden beschreven.

## Koninklijke raadpleging
Kort na de Belgische verkiezingen van de Kamer van volksvertegenwoordigers en Senaat begint de regeringsformatie. De koning wacht de resultaten af en nodigt een aantal prominenten, onder wie de informateur en de formateur, uit voor verkennende gesprekken. Hiervoor zijn er een beperkt aantal vastgelegde regels. Volgens Artikel 96 van de Belgische Grondwet ligt de vorming van de regering bij de koning. Maar de exacte invulling van het verloop gaat terug op gewoontes.

## Verkennende fase: de informateur
De taak van de informateur is  onderzoeken welke combinaties van politieke partijen mogelijk zijn om tot een nieuwe regeringscoalitie te komen. Hij voert hiervoor gesprekken met de fractievoorzitters of voorzitters van partijen en doet daarvan verslag aan de Koning. 
Als de onderhandelingen geen resultaat opleveren, kan de informateur zijn opdracht teruggeven aan de koning, die dan op basis van adviezen een nieuwe informateur aanwijst. Het is overigens ook mogelijk dat direct een formateur wordt aangewezen en de informatiefase wordt overgeslagen. De koning kan ook andere andere taken of rollen geven. Zie andere personages.

## Formateur vormt regeringsovereenkomst
De beoogde coalitiepartners werken een concept-regeerakkoord uit, sluiten een definitief akkoord en verdelen de posten over de partijen. De formateur brengt ook regelmatig verslag uit aan de Koning. Binnen de partijen zijn er verschillende afspraken voor de postenverdeling. Als de kandidaten zijn voorgesteld aan de andere partijen en er geen bezwaren rijzen, wordt de ploeg voorgesteld aan de koning. 

## Andere personages
De Koning kan ook andere personen aanwijzen met een specifieke functie of rol als hier behoefte aan is, zoals de koninklijk bemiddelaar, een koninklijk verduidelijker, preformateur, ontmijner. 

## Koning benoemt de regering
De koning benoemt de nieuwe regering, tekent de koninklijke besluiten en stelt de nieuwe regering voor aan de pers op de trappen van het koninklijk paleis.

## Regeringsverklaring
De regeringsverklaring wordt door de eerste minister voorgelezen in de Kamer.